# خلية أليفة الكروم
خلية أليفة الكروم (بالإنجليزية: Chromaffin cell ,pheochromocytes)‏ هي خلايا غدية عصبية تتواجد في لب الغدة الكظرية في الثدييات، لتلك الخلايا عدة وظائف مثل الاستجابة للتوتر ومراقبة تركيزات الأكسجين وثاني أكسيد الكربون في الجسم والحفاظ على التنفس وتنظيم ضغط الدم، وأيضا على صلة بالعصبونات قبل التشابكية (pre-synaptic) الخاصة بالعقد التابعة للجهاز العصبي الودي (sympathetic nervous system) والتي تتواصل معه وتركيبيا تشبه العصبونات بعد التشابكية (post-synaptic)، لتنشيط تلك الخلايا يفرز العصب الحشوي (splanchnic nerve) الخاص بالجهاز العصبي الودي الناقل الكيميائي أسيتيل كولين (acetylcholine) والذي يرتبط بمستقبلات الأسيتيل كولين النيكوتينية (nicotinic acetylcholine receptors) في لب الكظر، وهذا يتسبب في إفراز الكاتيكول أمين (catecholamines) في الدورة الدموية وتكون النسبة: حوالي 80% أدرينالين و20% نور أدرينالين، وتنتج رد فعل على مستوى الجسم بأكمله وأيضا يمكن أن تنتج رد فعل في الخلايا المحيطة بها ولذلك تسمى خلايا غدية عصبية.

## الوظائف
الخلايا أليفة الكروم يتم تغذيتها بالعصب الحشوي لتفرز الأدرينالين والنور أدرينالين وبعض الدوبامين والانكفالين (enkephalin) والببتيدات المحتوية على الانكفالين (enkephalin-containing peptides) وأيضا بعض الهرمونات الأخرى للدم، الأدرينالين والنور أدرينالين وكلاهما تفرزهما تلك الخلايا يلعبان دور هام جدا في استجابة الجهاز العصبي الودي وغالبا تسمى fight-flight، الانكفالين والببتيدات المحتوية على الانكفالين مرتبطان بالببتيدات الداخلية المسماة إندورفين (endorphins) - تفرزها الغدة النخامية - ولكنهم في نفس الوقت مختلفان، كل تلك الببتيدات ترتبط بالمستقبلات الأفيونية (opioid receptors) لتعمل كمسكن ولها وظائف أخرى، إفراز تلك الهرمونات يتم أساسا في الحبيبات داخل تلك الخلايا حيث يحفز أنزيم دوبامين بيتا-هيدروكسيليز (dopamine β-hydroxylase) تحويل الدوبامين إلى نور أدرينالين والذي يتم تحويله إلى أدرينالين.

## الأهمية العملية
ورم الخلايا أليفة الكروم (pheochromocytomas) هو أهم الأمراض التي تصيب تلك الخلايا والذي يؤدي لإفراز كميات كبيرة من الأدرينالين والنور أدرينالين مما يؤدي الي رد فعل متفاقم بسببهما وظهور أعراض مثل ارتفاع ضغط الدم وزيادة ضربات القلب والتعرق الزائد والصداع ونقصان الوزن وغيرها من الأعراض.
أيضا يزيد إفراز تلك الخلايا يعد الإصابة بقصور القلب (Heart failure) كآلية تعويضية لزيادة نبضات القلب والضغط عن طريق تحفيز الجهز العصبي الودي والذي يؤدي لمشكلات أخري مع طول الفترة التي يتم فيها تحفيز تلك الخلايا.